# 藝予群島
藝予群島（日语：／ Geiyo shotō */?）是位於日本瀨戶內海西部、廣島縣和愛媛縣之間的群島。名稱取自兩縣的舊國名安藝國和伊予國的各一字。以前被稱作藝豫叢島。

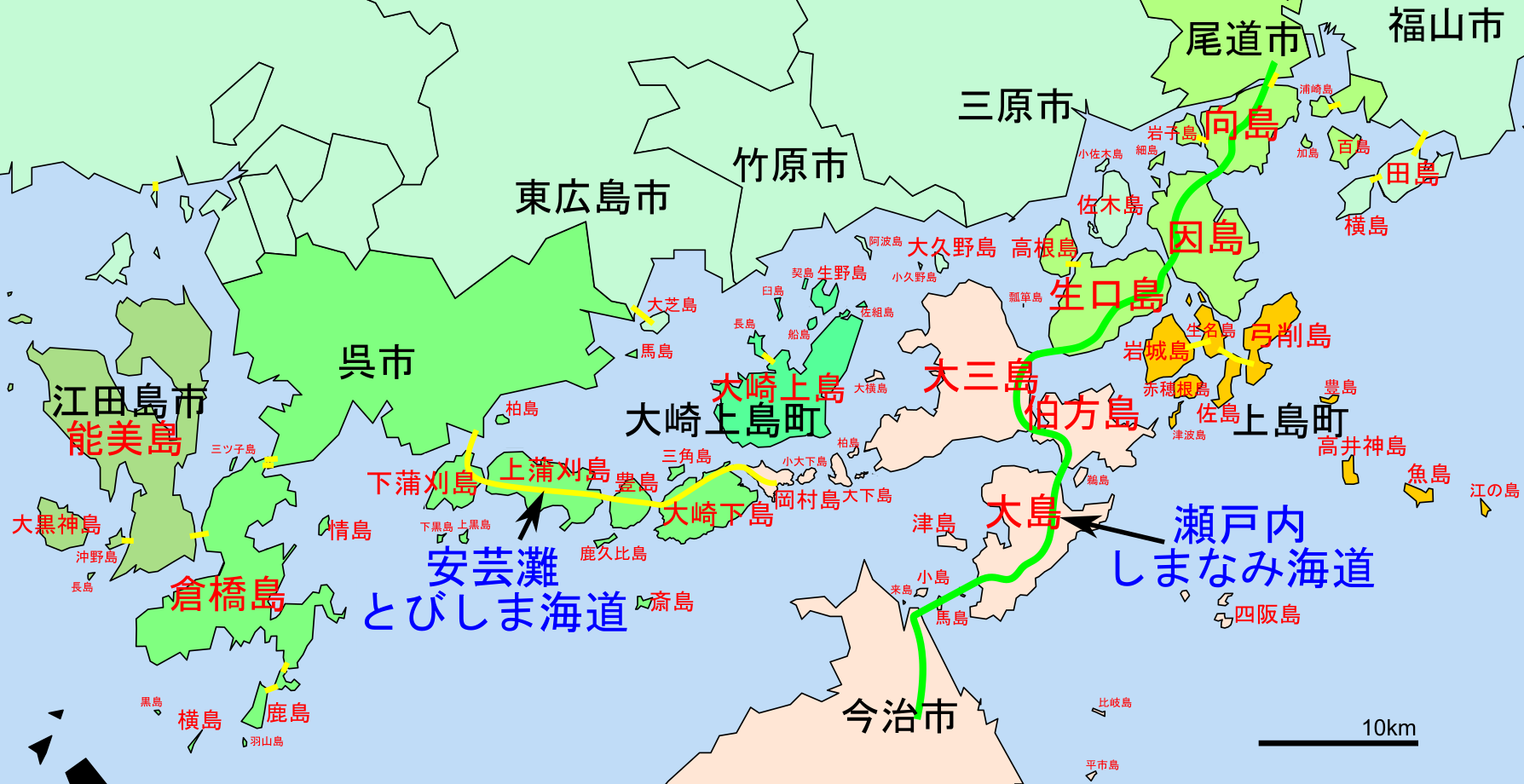
藝予群島地圖

## 地理
包含舊備後國的廣島縣的全部島嶼和愛媛縣舊越智郡島嶼部及若干付屬島嶼，由大小數百的島嶼構成。西邊是防予群島，東邊是笠岡群島。

## 歷史
藝予諸島是古來京都・畿內連結西日本及朝鮮半島的海上要衝，各地港口發達。伊予國的大山祇神社設在藝予諸島，可知此海域的重要性。中世以村上水軍為首的水軍（海賊）大為活躍，砦・居館跡散佈各地。

## 行政區劃
廣島縣側的島嶼分別屬於江田島市、吳市、東廣島市、大崎上島町、竹原市、三原市、尾道市、福山市，愛媛縣側的島嶼分別屬於松山市、今治市、上島町、新居濱市。

## 構成諸島

### 廣島縣
| - 江田・能美島 - 沖野島 - 大黑神島 - 倉橋島 | - 三子島 - 鹿島 - 情島 - 上蒲刈島 - 下蒲刈島 | - 豐島（廣島縣） - 大崎下島 - 三角島 - 平羅島 - 中之島（廣島縣） | - 齋島 - 大芝島 - ホボロ島 - 大崎上島 - 生野島 | - 契島 - 長島（廣島縣） - 大久野島 - 阿波島（廣島縣） - 佐木島 | - 小佐木島 - 生口島 - 高根島 - 因島 - 細島 | - 小細島 - 向島（廣島縣） - 岩子島 - 百島 - 加島 | - 田島 - 橫島 - 仙醉島 - 走島 - 宇治島 |  |

### 愛媛縣
| - 北條鹿島 - 來島 - 小島（愛媛縣） - 馬島（愛媛縣） - 武志島 | - 大島 - 津島（今治市） - 大突間島 - 鵜島 - 能島 | - 見近島 - 伯方島 - 大三島 - 大下島 - 小大下島 | - 岡村島 - 四阪島 - 比岐島 - 岩城島 - 赤穗根島 | - 津波島 - 生名島 - 佐島 - 弓削島 - 百貫島 | - 豐島（愛媛縣） - 高井神島 - 魚島 - 新居大島 - 百貫島 |  |

### 兩縣共有
- 瓢簞島（日语：瓢箪島）